# Mike Rodgers
Mike Rodgers (eigentlich Michael Rodgers; * 24. April 1985 in St. Louis, Missouri) ist ein US-amerikanischer Sprinter.
2008 wurde Rogers über 60 Meter US-Hallenmeister und Vierter bei den Hallenweltmeisterschaften in Valencia. Im Sommer erreichte der US-Amerikaner über 100 Meter den sechsten Platz im Leichtathletik-Weltfinale.
Im Jahr darauf fuhr er als US-Meister über 100 Meter zu den Weltmeisterschaften in Berlin, verpasste jedoch als Fünfter im Halbfinale den Einzug in die Endrunde. Beim Leichtathletik-Weltfinale erreichte er den vierten Platz. 2010 gewann Rogers über 60 Meter die Silbermedaille bei den Hallenweltmeisterschaften in Doha.
Bei dem Diamond-League-Meeting im Juni 2011 in Eugene stellte er eine neue persönliche Bestzeit auf und wurde Zweiter mit 9,85 s. Im Juli wurde Rodgers in einem Trainingslager in Italien positiv auf das Stimulanzium Methylhexanamin getestet und bis 19. April 2012 gesperrt.
Nach seiner Dopingsperre lief Rodgers am 24. Juni 2012 bei den US Trials 9,94 s, was jedoch nicht reichte, um sich für die Olympischen Spiele in London zu qualifizieren. Er wurde hinter Gatlin, Gay und Bailey nur Vierter und gehört damit nicht zu den drei nominierten Sprintern aus den USA.
Bei den Weltmeisterschaften 2013 in Moskau erreichte er nach zwei Läufen unter 10 Sekunden das Finale. Dort konnte er mit 10,04 s nicht ganz an seine guten Leistungen anknüpfen und wurde enttäuscht Sechster. Im 4-mal-100-Meter-Staffelwettbewerb gewann er zusammen mit Charles Silmon, Rakieem Salaam und Justin Gatlin die Silbermedaille. Mit insgesamt neun Läufen unter 10 Sekunden war es sein wohl erfolgreichstes Jahr.
Mike Rodgers wird von Darryl Woodson trainiert und startet für den Sportartikelhersteller Nike. Bis 2006 besuchte er die Lindenwood University, danach die Oklahoma Baptist University.

## Persönliche Bestzeiten
- 60 m (Halle): 6,48 s, 27. Februar 2011, Albuquerque
- 100 m: 9,85 s, 4. Juni 2011, Eugene
- 200 m: 20,24 s, 24. Mai 2009, Belém
  - Halle: 20,83 s, 13. Februar 2009, Fayetteville